# Bovenkerkweg
De Bovenkerkweg is een straat in de Nederlandse plaats Montfoort. De straat liep vroeger door het polderlandschap, maar is tegenwoordig opgenomen in het stratenpatroon van de wijk Hofland. De verbinding met de N228 is verwijderd door middel van een afzetting.
Aan beide uiteinden van de straat liggen begraafplaatsen, namelijk de Rooms-katholieke begraafplaats en de Nieuwe Algemene Begraafplaats De Stuivenberg. Ook ligt Sportpark Hofland aan deze straat. Hier zijn de sportclubs v.v. Montfoort, VV MSV '19, HC Montfoort en TV Montfoort gevestigd.
Achterstraat ·
Blindeweg ·
Bovenkerkweg ·
De Plaats ·
Doeldijk ·
Havenstraat ·
Heeswijkerpoort ·
Heilig Levenstraat ·
Hofdijk ·
Hofstraat ·
Hoogstraat ·
Julianalaan ·
Keizerstraat ·
Lieve Vrouwegracht ·
Lindeboomsweg ·
Mannenhuisstraat ·
Mastwijkerdijk ·
Molenstraat ·
Om 't Hof · 
Om 't Wedde · 
Onder de Boompjes ·
Oude Boomgaard ·
Schoolstraat  ·
Slotlaan ·
Vrouwenhuisstraat ·
Waardsedijk ·
Waterpoort ·
Willeskopperpoort ·
IJsselplein ·
IJsselkade ·
IJsselveld